# Sulinyavongsa
Sulinyavongsa (laotisch ພຣະເຈົ້າ ສຸຣິຍະວົງສາ ທັມມິກະຣາຊ (alte Orthographie)/ເຈົ້າ ສຸລິຍະວົງສາ ທຳມິກະລາດ (neue), ALA-LC: Phra Chao Surinyavongsā Thammikarāt/Chao Sulinyavongsā Thammikalāt; thailändisch พระเจ้าสุริยวงศาธรรมิกราช, RTGS Phra Chao Suriyawongsa Thammikarat; voller Thronname Samdach Brhat Chao Suriyalinga Varman Dharmika Raja Parama Payitra Prasidhadhiraja Sri Sadhana Kanayudha; * 1618 in Luang Phrabang; † 1690, 1694 oder 1695) war von zwischen 1633 oder 1637 bis zu seinem Tod König des laotischen Reiches Lan Xang und ist damit der am längsten regierende laotische Monarch. Sulinyavongsas Herrschaft gilt als ein von Frieden und Wohlstand geprägtes goldenes Zeitalter in der Geschichte Lan Xangs. Gleichzeitig hatte das Land aber kaum Kontakt zur Außenwelt und die Quellenlage über die Ereignisse ist sehr dürftig und zum Teil widersprüchlich. Sein Tod, der Wirren um die Thronfolge auslöste, läutete das Ende des Reiches Lan Xang ein.

## Leben
Sulinyavongsa wurde als jüngster Sohn von König Ton Kham (auch Upayuvaraj II.) geboren und erhielt zunächst den Titel eines Prinzen (Chaofa) Suriyalinga Kumara (Soulinga Khumane). Er wurde am Hofe ausgebildet. Nach dem Tod seines Onkels, König Viksai, 1637/38 wählten ihn die Adligen des Reiches anstatt seiner älteren Brüder oder seiner Cousins, die meist außer Landes oder als buddhistische Mönche in den Tempel gingen. Er kämpfte erfolgreich gegen andere Warlords im Lande.

## Herrschaft
Sulinyavongsa wird als großer und wohlwollender Führer geschildert, der gerecht und erleuchtet herrschte und die Religion und die Künste förderte. Er machte Frieden mit Ayutthaya, beendete Grenzstreitigkeiten mit dessen König Narai dem Großen und baute zusammen mit diesem eine Pagode bei Songrak. Auch empfing er die ersten europäischen Gesandten, die Laos besuchten: 1641 den Niederländer Gerrit van Wuysthoff und im Jahr darauf den Venezianer Giovanni Maria Leria. Beide waren beeindruckt vom Wohlstand des Landes. Giovanni Filippo de Marini (1608–1682), der für Leria über deren Aufenthalt berichtete, schildert den Palast des Königs:

„... sein Aufbau und seine bemerkenswerte Symmetrie sind weithin sichtbar. Er ist wirklich groß und dehnt sich so weit aus, dass man es für eine eigene Stadt halten kann... Die Quartiere des Königs ... zeigen eine sehr schöne und wundervolle Fassade ... innen und außen reich verziert mit herrlichen Reliefs, die so fein vergoldet sind, das sie wie beschichtet aussehen ... Ich müsste ein ganzes Buch ... füllen, um die anderen Orte des Palasts im Detail zu beschreiben: ihren Reichtum, ihre Räume, ihre Gärten...“

Wuysthoff schrieb bewundernd, dass Vientiane, als Zentrum für buddhistische Studien, Mönche sogar aus Birma und Kambodscha anzog und behauptete, dass die Anzahl der Mönche dort größer sei „als die der Soldaten des deutschen Kaisers“.
Sowohl Wuysthoff als auch Leria besuchten Lan Xang in den 1640er-Jahren, also zu Beginn der Herrschaft Sulinyavongsas. Im folgenden halben Jahrhundert seiner Herrschaft gab es keine weiteren Besuche von europäischen Reisenden, Kaufleuten oder Missionaren, sodass es keine Dokumentation in westlichen Quellen über diese Zeit gibt.
Der einzige dokumentierte kriegerische Konflikt während der Herrschaft Sulinyavongsas war etwa im Jahr 1651. Sulinyavongsa hielt um die Hand der Tochter des Fürsten der Phuan in Xieng Khouang an, die weithin für ihre Schönheit und Intelligenz gerühmt wurde. Der Vater wies den Antrag jedoch zurück, da sie bereits versprochen sei. Sulinyavongsa verstand dies als Aufbegehren, da Müang Phuan im Mandala-System Lan Xang untergeordnet war und entsandte eine Armee nach Xieng Khouang. Der Fürst der Phuan wurde unterworfen und Sulinyavongsa heiratete seine Tochter. Die Armee von Vientiane verwüstete das Land der Phuan und deportierte 500 Familien dieses Volkes als Arbeitskräfte nach Vientiane, wo ihre Nachkommen bis heute leben. Das zuvor freundschaftliche Verhältnis zwischen Vientiane und Xieng Khouang war dadurch beschädigt.
Sulinyavongsa wird aber auch als strenger Herrscher geschildert, der sich an die Gesetze hielt und keinen Luxus duldete.

## Nachkommen
Sulinyavongsa war zweimal verheiratet und hatte einen Sohn und zwei Töchter. Seinen Sohn Chao Rajaput ließ er hinrichten, nachdem er ihn des Ehebruchs schuldig gesprochen hatte, da er als oberster Gerichtsherr Gerechtigkeit gegen jedermann üben und auch seine eigenen Familienmitglieder nicht bevorzugen wollte. Diese Konsequenz erwies sich jedoch nachteilhaft für den Bestand Lan Xangs, da Sulinyavongsa nun keinen männlichen Erben als Thronfolger mehr hatte.

## Nachfolge
Nach seinem Tod, der nach manchen Quellen im Jahr 1690, in anderen dagegen 1694 oder 1695 war, brachen Kämpfe um die Thronfolge aus. Der hochrangige Minister Tian Thala (oder Phagna Muong Chan) rief sich zum neuen König aus. Um seinem Anspruch mehr Legitimität zu geben, machte er Prinzessin Sumangala, der verwitweten jüngeren Tochter Sulinyavongsas, einen Heiratsantrag. Sie wies ihn jedoch zurück. Nach südlaotischer Überlieferung floh sie dann nach Süden in das Königreich Champasak, dessen erster König ihr jüngerer Sohn Nokasat wurde. Zwei Enkel Sulinyavongsas, die Söhne von Prinz Rajaput, flohen heimlich aus Vientiane nach Luang Prabang, um nicht als mögliche Konkurrenten Tian Thalas ermordet zu werden. Der ältere Sohn von Prinzessin Sumangala, Ong Lo, hielt sich in Nakhon Phanom in Sicherheit. Er wurde von einer Mehrheit des Adels, die mit der Herrschaft Tian Thalas unzufrieden waren, unterstützt. Tian Thala wurde nach sechs Monaten auf dem Thron gefangen genommen und hingerichtet und Ong Lo wurde zum neuen König gekrönt.